# Osiedle Jana III Sobieskiego (Poznań)
Osiedle Jana III Sobieskiego – osiedle mieszkaniowe w Poznaniu, położone na północy Piątkowa, 
wchodzące razem z osiedlem Marysieńki w skład osiedla administracyjnego „Osiedle Jana III Sobieskiego i Marysieńki”.

## Położenie
Na północy graniczy z Moraskiem i terenem kampusu Uniwersytetu im. Adama Mickiewicza. Na zachodzie sąsiaduje z osiedlem Marysieńki, na południu z Osiedlem Zygmunta Starego, a na wschodzie z pętlą tramwajową: Osiedle Sobieskiego.

## Historia
W miejscu dzisiejszego osiedla Jana III Sobieskiego już w XVIII w. funkcjonował folwark Piątkowo. Jego właścicielami przez lata była rodzina Rączkowskich. Do dziś nie zachował się dwór i zabudowania folwarczne. Podczas realizacji osiedla zasypano staw i zlikwidowano stary cmentarz ewangelicki.

## Komunikacja
Na osiedlu znajduje się pętla tramwajowa Poznańskiego Szybkiego Tramwaju dla linii 12 (kierunek: Starołęka PKM), 14 (kierunek: Górczyn PKM), 15 (kierunek: Junikowo), 16 (kierunek: Franowo), 201 (kierunek: Unii Lubelskiej), 202 (kierunek: Franowo) oraz dworzec autobusowy Jana III Sobieskiego dla linii miejskich i podmiejskich dziennych: 169 (Osiedle Kopernika), 174 (Unii Lubelskiej), 185 (Rondo Śródka), 188 (Radojewo/linia okólna), 190 (Rondo Rataje),  191 (Os. Kopernika), 193 (Górczyn), 198 (UAM Os. Różany Potok), 348 (Przebędowo Pętla) (przewoźnik: MPK Poznań), 832 (Przybroda Pętla) (przewoźnik: Rokbus Rokietnica), 901 (Złotniki Os. Grzybowe), 902 (Suchy Las Teren Aktywnej Edukacji i Sportu), 904 (Złotniki Wieś), 905 (Chludowo Szkoła), 907 (Chludowo Szkoła) (przewoźnik: ZKP Suchy Las) oraz nocnej 215 (Os. Dębina), 218 (Franowo) (przewoźnik: MPK Poznań), 253 (Chludowo Szkoła) (przewoźnik: ZKP Suchy Las)
Pierwsza pętla autobusowa (przy bloku nr 26) została oddana do użytku 16 marca 1984 i skierowano tutaj pojazdy linii 85 i (nowej) 94 z pętli tramwajowej Piątkowska.

## Szkoły
Na osiedlu znajduje się również Zespół Szkół z Klasami Integracyjnymi i Specjalnymi nr 68, Szkoła Podstawowa nr 15 im. Jana III Sobieskiego (obecna nazwa nadana w 1986) oraz druga szkoła nosząca kiedyś imię X Zjazdu PZPR – obecnie Zespół Szkół Zakonu Pijarów im. św. Józefa Kalasancjusza, w skład którego wchodzą szkoła podstawowa i liceum.
Przy szkołach funkcjonuje II Szczep Drużyn Zuchowych i Harcerskich „Dziadek” im. Jana Karola Chodkiewicza, należący do Związku Harcerstwa Polskiego. W jego ramach działają 40 Staromiejska Gromada Zuchowa „Polne Skrzaty”, 174 Poznańska Drużyna Harcerska "Hetman" im. Stanisława Żółkiewskiego i 177 Poznańska Drużyna Harcerska „Baszta” im. Stefana Czarnieckiego.

## Pomniki

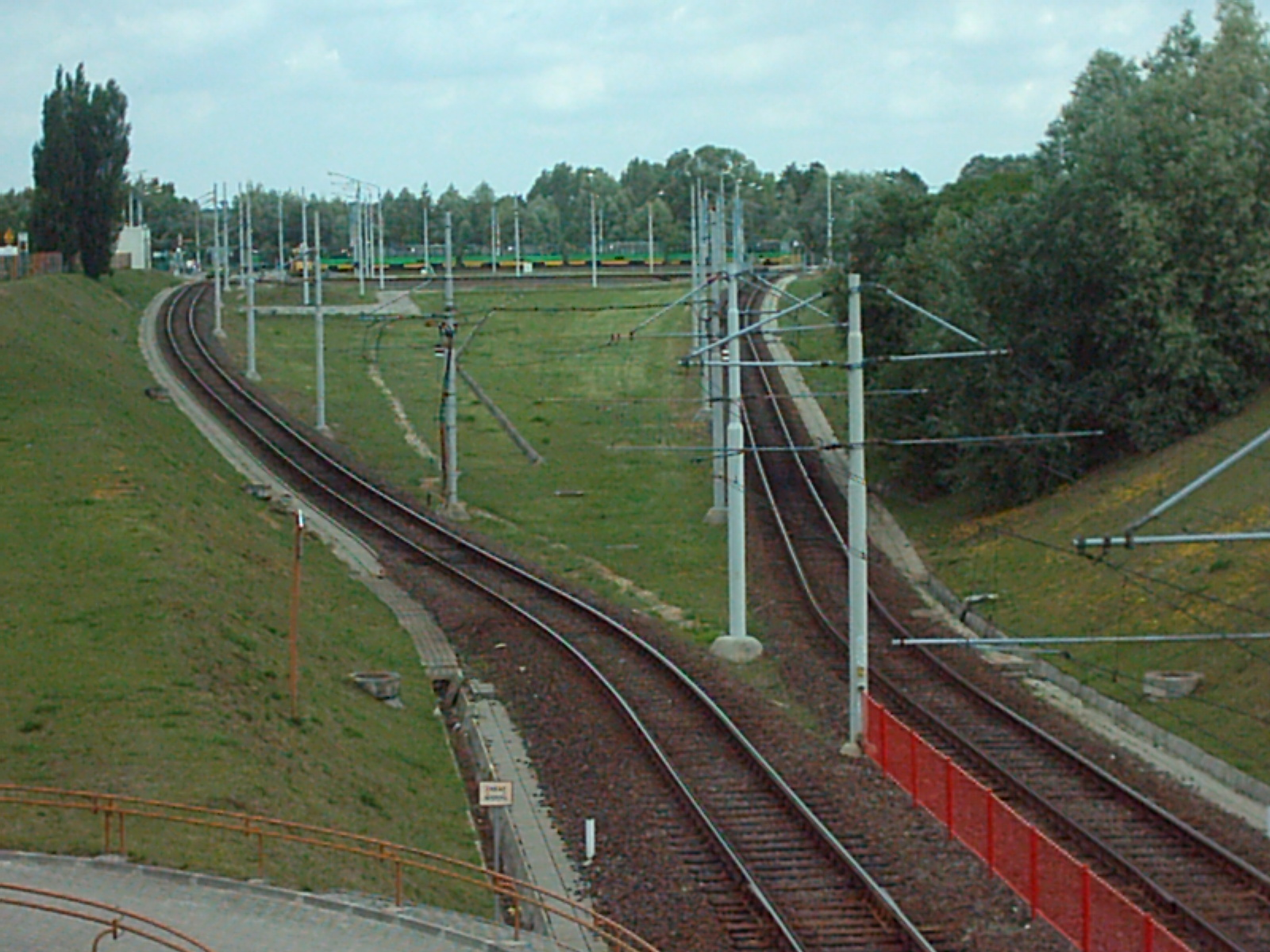
Pętla PST na osiedlu Jana III
Sobieskiego

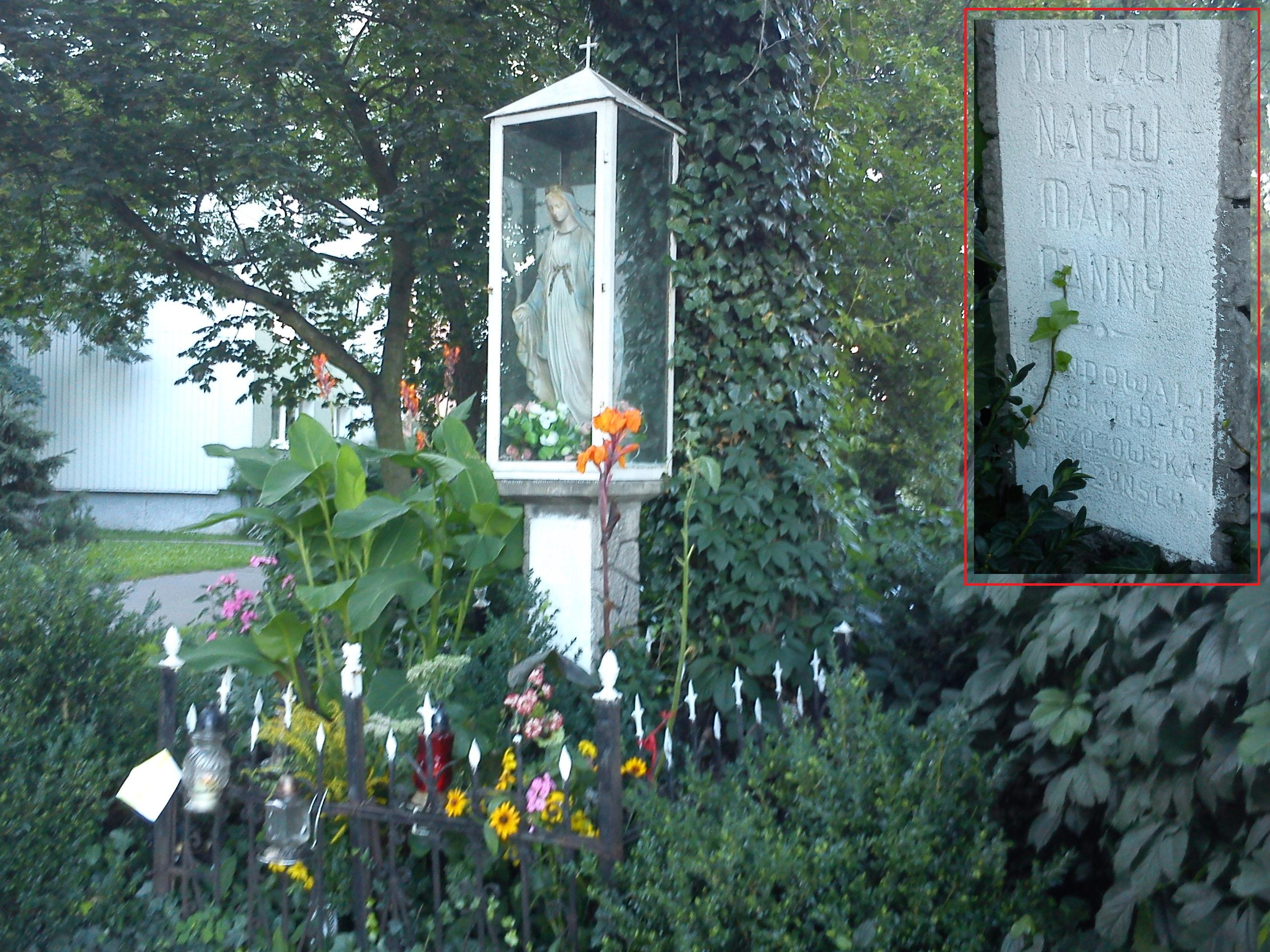
Kapliczka z 1946

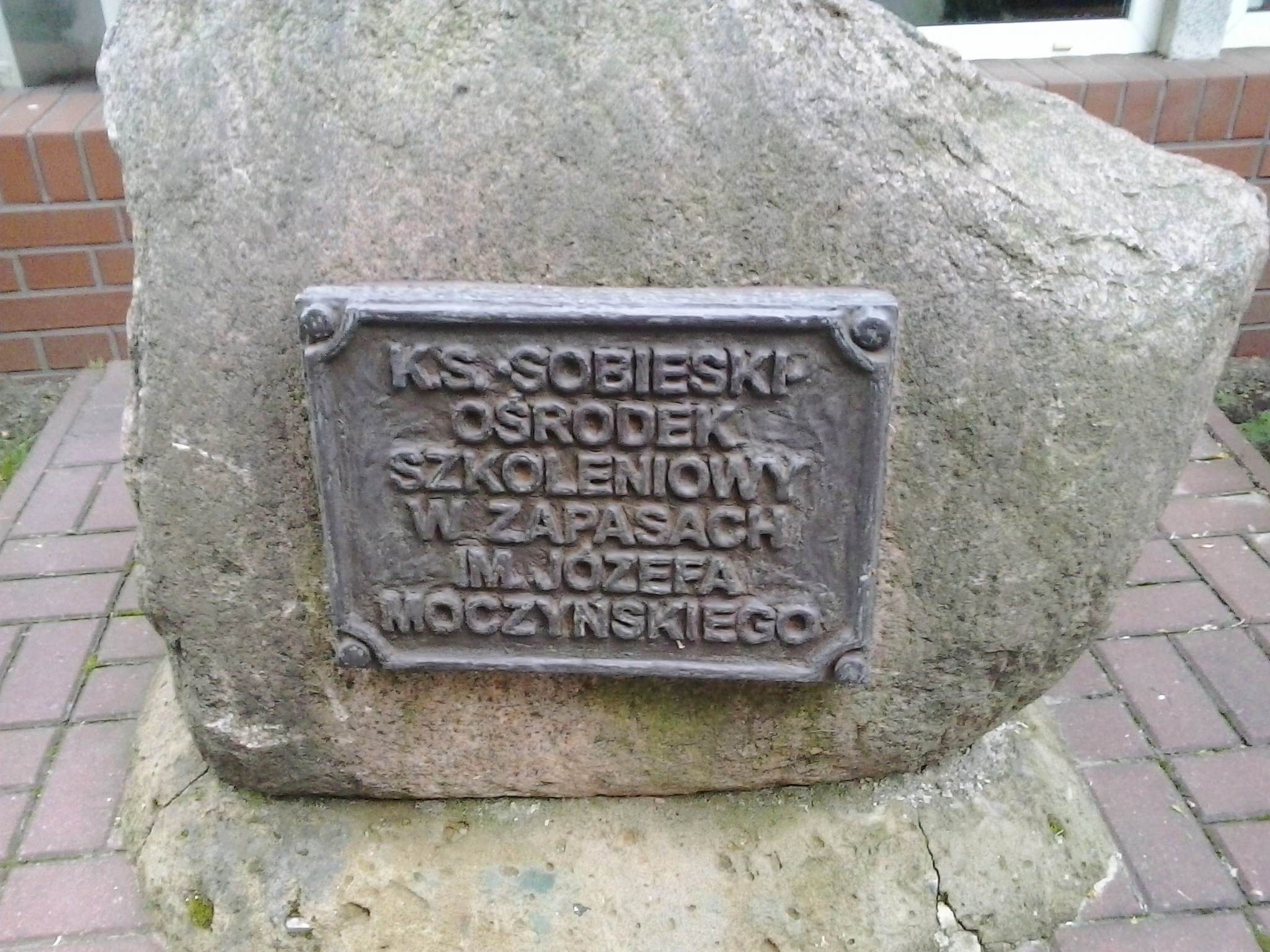
Głaz pamiątkowy

Na północ od kościoła, na terenie ośrodka zapaśniczego KS Sobieski, znajduje się kamień pamiątkowy ku czci Józefa Moczyńskiego – sędziego międzynarodowego w zapasach, olimpijczyka z lat 1960 i 1972, twórcy tutejszej sekcji.

## Religia
Teren osiedla obejmuje rzymskokatolicka parafia pw. Miłosierdzia Bożego. W 2001 r. parafialny kościół usytuowany w centrum osiedla został podniesiony do rangi Archidiecezjalnego Sanktuarium Miłosierdzia Bożego. Od 2004 w kościele eksponowana jest kopia Całunu Turyńskiego.
Na północ od kościoła stoi kapliczka maryjna na betonowym postumencie, fundacji Brzozowskiej i Jarczyńskich z 1946. 

## Policja
Od 2007 r. na osiedlu mieści się Komisariat Policji Poznań – Północ. 

## Handel
Na Osiedlu znajdują się supermarkety: Biedronka i Chata Polska oraz targowisko, na którym można zakupić świeże owoce, warzywa i przetwory, m.in. od przyjezdnych rolników z podpoznańskich wsi.